# 書道用語一覧
書道用語一覧（しょどうようごいちらん）は、書道に関する用語の一覧である。

## あ行
当たり（あたり）とは、送筆途中で方向を変えるとき、穂先を突くようして筆圧を加えたところのこと。
握拳法（あつきょほう）→書法#握拳法を参照
暗書（あんしょ）とは、手本の字形、筆使いを覚えてから、手本を見ずに空で書くことをいう。
一筆書（いっぴつしょ）→王献之#一筆書を参照
意臨（いりん）→臨書を参照
意連（いれん）とは、一つの文字の初めから終わりまで、または、一つの作品の初めの文字から終わりの文字まで、意が一貫して連なっていること。形連に対する語。
いろは歌（いろはうた）
印可状（いんかじょう）→禅林墨跡#印可状を参照
印矩（いんく）→印章#印矩を参照
印稿（いんこう）とは、印面に布字する前に作る草稿のこと。 
陰刻（いんこく）とは、石または金属に文字を刻するとき、文字線を彫り、文字を凹めたものをいう。逆に文字を彫り上げたものを陽刻という。
引首印（いんしゅいん）とは、作品の右肩に押す印のこと。多くは長方形、楕円形をしている。
印褥（いんじょく）→印章#印褥を参照
院体（いんたい）…徽宗のとき、書院と画院を併設し、書院では王羲之の『集字聖教序』を学習させたが、これがマンネリ化して卑俗な書風に陥ってしまった。この書風を院体という。
韻致（いんち）とは、風流な趣のことをいう。 
印泥（いんでい）
印譜（いんぷ）
陰文（いんぶん）とは、篆刻・木彫などで文字の部分を凹にしたものをいう。 
烏金拓（うこんたく）
歌切（うたぎれ）→古筆切を参照
鬱岡斎帖（うっこうさいじょう）→集帖#鬱岡斎帖を参照
裏打ち（うらうち）
雲崗石窟（うんこうせっくつ）
運筆（法）（うんぴつ（ほう））→用筆法
永字八法（えいじはっぽう）
絵文字（えもじ）
円勢（えんせい、円筆（えんぴつ）とも）→書法#円勢を参照
御家流（おいえりゅう、尊円流（そんえんりゅう）・青蓮院流（しょうれんいんりゅう）とも）
横画（おうかく）→筆画#横画を参照
黄檗の三筆（おうばくのさんぴつ）
黄麻紙（おうまし）→宣命#黄麻紙を参照
男手（おのこで、おとこで）→日本の書道史#女手を参照
女手（おんなで）→日本の書道史#女手を参照

## か行
楷行（かいぎょう）とは、行書の一種。比較的楷書に近いものをいう。
概形法（がいけいほう）とは、文字の形を覚えるための練習法の1つ。文字の形を外形によってとらえ、覚えていく。
懐紙（かいし）
楷書（かいしょ）
楷書の四大家（かいしょのしたいか）
快雪堂法書（かいせつどうほうしょ）→集帖#快雪堂法書を参照
廻腕法（かいわんほう）→書法#廻腕法を参照
額字（がくじ）→禅林墨跡#額字を参照
掛軸（かけじく）
雅号（がごう）
画仙紙（がせんし、雅仙紙・画箋・雅箋・雅宣とも）
画禅室随筆（がぜんしつずいひつ）
固め筆（かためふで）とは、毛筆の毛をふのりで固めた筆のこと。
渇筆（かっぴつ）とは、かすれ、かすれ筆のこと。潤筆に対する語。
片仮名（かたかな）
仮名（かな）
下筆（かひつ）とは、起筆のことだが、筆を揮うという意味もある。
唐様（からよう）
寛永の三筆（かんえいのさんぴつ）→三筆#寛永の三筆を参照
勧縁疏（かんえんそ）とは、寺社の造営修理の費用の寄付を仰ぐために書かれた宣伝文、または趣意書のこと。能書で書かれていることが多く、『泉涌寺勧縁疏』（俊芿書、国宝）などがある。
館閣体（かんかくたい）→干禄体
間架結構（法）（かんかけっこう（ほう））
観鵞百譚（かんがひゃくたん）→日本の書論#観鵞百譚を参照
漢簡（かんかん）→中国の書道史#漢簡を参照
翰香館法書（かんこうかんほうしょ）→集帖#翰香館法書を参照
漢詩（かんし）
漢字（かんじ）
乾拓（かんたく）
漢文（かんぶん）
干禄字書（かんろくじしょ）
干禄体（かんろくたい、館閣体とも）とは、朝廷の公式な標準書体をいう。正字・正体であるばかりでなく、個性を滅却し、しかも清新で美しくあるべきものとされる。科挙の試験の答案に書く文字はこの書体が要求された。『干禄字書』はこの要請により作られたものである。
机間巡回（きかんじゅんかい、机間巡視とも）
揮毫（きごう）
亀甲獣骨文字（きっこうじゅうこつもじ、甲骨文字・甲骨文とも）
起筆（きひつ、始筆・下筆・落筆とも）→書法#起筆を参照
逆入平出（ぎゃくにゅうへいしゅつ）
逆筆（ぎゃくひつ）→書法#逆筆を参照
歙州硯（きゅうしゅうけん）→硯#歙州硯を参照
急就章（きゅうしゅうしょう、急就編とも）→中国の筆跡一覧#急就章を参照
競書（きょうしょ）とは、字を清書して他の人とその優劣を競うこと。
行書（ぎょうしょ）
狂草（きょうそう）
行草体（ぎょうそうたい）とは、行書と草書を混ぜ合わせて書かれたもの。王献之の十二月帖や中秋帖などがその例である。
居延漢簡（きょえんかんかん）
玉煙堂帖（ぎょくえんどうじょう）→集帖#玉煙堂帖を参照
玉筯篆（ぎょくちょてん）とは、李斯の篆書をいう。玉筯は玉でつくった箸のこと。中国の箸は先も元もほぼ同じ太さであるので、線に太細のない李斯の篆書をこのように称した。
切（きれ）→古筆切を参照
筋書（きんしょ）とは、骨ばかりに見えて肉付きの感じられない筆画をいう。『筆陣図』には、「骨多くして、肉なきを筋書という。」とある。
金石学（きんせきがく）
金石文（きんせきぶん）
金石録（きんせきろく）
金文（きんぶん）
空画（くうかく、虚画とも）とは、筆が次の線を描くためにいったん紙上を離れて運動したときの中空を動いた軌跡をいう。実画に対する語。
群玉堂帖（ぐんぎょくどうじょう）→集帖#群玉堂帖を参照
経訓堂帖（けいくんどうじょう）→集帖#経訓堂帖を参照
芸舟双楫（げいしゅうそうしゅう）
形臨（けいりん）→臨書を参照
形連（けいれん）とは、文字と文字が目に見える実線でつながっていること。意連に対する語。
戯鴻堂帖（げこうどうじょう）→集帖#戯鴻堂帖を参照
偈頌（げじゅ）
碣（けつ）とは、人工を加えぬ天然の立石のこと。円味があり小型である。
闕（けつ）とは、陵墓の前の神道の両側に対称的に建てられた石標のこと。銘文や画像を刻したものが多い。
結構法（けっこうほう）→間架結構法
結体（けったい）とは、間架結構によって出来上がった文字の形をいう。
懸針（けんしん、懸鍼とも）→書法#懸針を参照
懸腕法（けんわんほう）→書法#懸腕法を参照
広芸舟双楫（こうげいしゅうそうしゅう）
剛毫（筆）（ごうごう（ひつ）、剛毛（筆）（ごうもう（ひつ））とも）とは、硬い毛でつくられた筆をいう。狼・鼠の髯・馬・狸などがある。柔毫に対する語。
甲骨文（こうこつぶん）
絳帖（こうじょう）→集帖#絳帖を参照
向勢（こうせい）→書法#向勢を参照
硬筆（こうひつ）
硬筆書写技能検定（こうひつしょしゃけんてい）
公募展（こうぼてん）
古今和歌集（こきんわかしゅう）
国風文化（こくふうぶんか）
梧竹堂書話（ごちくどうしょわ）→日本の書論#梧竹堂書話を参照
古典（こてん）→書道#古典を参照
骨法（こっぽう）とは、点画の力のかかり方をいう。また、三折法などの説明のために線を用いて書き示したものをいう。
骨力（こつりょく）とは、書画などの書き方にこもる力。筆勢のこと。
古筆（こひつ）
古筆切（こひつぎれ）
古筆見（こひつみ）→古筆了佐#古筆家・別家を参照
古文（こぶん）
古墨（こぼく）
古文書（こもんじょ）
古隷（これい）

## さ行
才葉抄（さいようしょう）
作意（さくい）とは、作品の制作意図。率意に対する語。
さぼき筆（さばきふで）とは、鋒がふ糊で固められておらず、鋒全体が散毛状態になっている筆のこと。
三希堂法帖（さんきどうほうじょう）
残紙（ざんし）とは、紙に書かれた文字資料をいう。
三色紙（さんしきし）
三指法（さんしほう）→書法#三指法を参照
三跡（さんせき）
三絶（さんぜつ）とは、詩・書・画の3つ揃って優れているものをいう。この他にも3つの優れた要素が揃っているときに使われる。
三筆（さんぴつ）
自運（じうん）
直筆（じきひつ）
字号（じごう）→禅林墨跡#字号を参照
四指斉頭法（ししせいとうほう、全鉤法とも）→書法#四指斉頭法を参照
字書（じしょ、字典とも）
字体（じたい）
四体書勢（したいしょせい）→中国の書論#四体書勢を参照
実画（じっかく）とは、筆によって紙に描き出された点画をいう。空画に対する語。
湿拓（しったく）
執筆法（しっぴつほう）→書法#執筆法を参照
字粒（じつぶ）とは、書かれた文字の大きさのこと。
紙背文書（しはいもんじょ、裏文書（うらもんじょ）とも）
斜画（しゃかく）→筆画#斜画を参照
写経（しゃきょう）
縦画（じゅうかく）→筆画#縦画を参照
習気（しゅうき）とは、独創性がなく、左右前人の跡を追うのみの書をいう。
遒勁（しゅうけい）とは、書画や文の筆力の強いことをいう。
柔毫（筆）（じゅうごう（ひつ）、柔毛（筆）（じゅうもう（ひつ））とも）とは、柔らかい毛でつくられた筆をいう。羊毛・リスなどがある。剛毫に対する語。
集古録跋尾（しゅうころくばつび）
秀餐軒帖（しゅうさんけんじょう）→集帖#秀餐軒帖を参照
集字（しゅうじ）とは、作品を書くときに古典の筆跡から文字を集めて、参考にすること。あるいは、それを作品のように仕立て上げたものを指す。王羲之の集王聖教序と興福寺断碑が代表例。
集帖（しゅうじょう）
収筆（しゅうひつ、終筆とも）→書法#収筆を参照
秋碧堂帖（しゅうへきどうじょう）→集帖#秋碧堂帖を参照
宿墨（しゅくぼく）とは、磨墨によって得た墨汁の古くなったものをいう。
入木口伝抄（じゅぼくくでんしょう）→日本の書論#入木口伝抄を参照
入木抄（じゅぼくしょう）
入木道（じゅぼくどう）とは、書道のことをいう。王羲之の筆力が強いため、木に書いた文字が滲み込むこと三分（七分とも）にも及んだという伝説による。
淳化閣帖（じゅんかかくじょう）
潤渇（じゅんかつ）とは、滲みとかすれのこと。
順筆（じゅんぴつ）→書法#順筆を参照
潤筆（じゅんぴつ）とは、筆で書画などを書くこと。または渇筆に対する語として、滲みのことにも使われる。
帖（じょう）とは、
もと、木簡・竹簡に対して、布に書いたものの意。
1. 料紙を折りたたんで作った折本のこと。
2. 法帖の略称[37][34]。

帖学（じょうがく）
帖学派（じょうがくは）
象形文字（しょうけいもじ）
昇元帖（しょうげんじょう）→集帖#昇元帖を参照
章草（しょうそう）
正倉院文書（しょうそういんもんじょ）
消息（しょうそく）
上代特殊仮名遣（じょうだいとくしゅかなづかい）
上代様（じょうだいよう）
鐘鼎文（しょうていぶん）→金文
小篆（しょうてん）
条幅（じょうふく）
章法（しょうほう）→書法#章法を参照
青蓮院流（しょうれんいんりゅう）
書家（しょか、書人とも）
書議（しょぎ、書儀とも）→中国の書論#書議を参照
職思堂帖（しょくしどうじょう）→集帖#職思堂帖を参照
書契（しょけい）とは、記号としての文字という意。
書後品（しょこうひん）→中国の書論#書後品を参照
書写（しょしゃ）
女真文字（じょしんもじ）
書聖（しょせい）とは、能書をほめていう言葉で、書道の優れた人をいう。東晋の王羲之と梁の王志は何れも書聖と呼ばれた。
書体（しょたい）
書壇（しょだん）
書断（しょだん）→中国の書論#書断を参照
書道界（しょどうかい）
書道展（しょどうてん）
初唐の三大家（しょとうのさんたいか）
初唐の四大家（しょとうのしたいか）→初唐の三大家#初唐の四大家を参照
書の三聖（しょのさんせい）
書品（しょひん）とは、
1. 書人の優劣上下を品第（ランク付け）すること。→中国の書論#書品論を参照
2. 庾肩吾の書論『書品』のこと。→中国の書論#書品 (庾肩吾)を参照

書風（しょふう）とは、文字の書きぶり、書の趣や傾向をいう。
書法（しょほう）
書流（しょりゅう）→日本の書流を参照
書論（しょろん）
心画（しんが、しんかく）とは、書の別称。書は個人の精神の表現であり、心の画であるという。楊子雲は『法言』の中で、「書は心画である」といっている。
宸翰（しんかん）
真書（しんしょ）→楷書
真賞斎帖（しんしょうさいじょう）→集帖#真賞斎帖を参照
真跡（しんせき）
進道語（しんどうご）→禅林墨跡#進道語を参照
晋唐の書（風）（しんとうのしょ（ふう））とは、東晋の王羲之や初唐の三大家を中心とした書風を指す。
神道碑（しんどうひ）→日本の書道史#神道碑を参照
隋唐書風（ずいとうしょふう）
垂露（すいろ）→書法#垂露を参照
墨磨り機（すみすりき）
墨継ぎ（すみつぎ）とは、文の途中で筆に墨を付けること。
西夏文字（せいかもじ） 
正字（せいじ、正字体とも）
正書（せいしょ）→楷書
正体（せいたい）→中国の書道史#正体を参照 
尺牘（せきとく）
石碑（せきひ）
世尊寺家（せそんじけ）
世尊寺流（せそんじりゅう）
世尊寺流の三筆（せそんじりゅうのさんぴつ）→三筆#世尊寺流の三筆を参照
石経（せっけい、せっきょう）
説文（せつもん）
説文解字（せつもんかいじ）
説文解字注（せつもんかいじちゅう）→説文解字#説文解字注（段注本）を参照
説文学（せつもんがく）とは、字源を討究解説する学問のこと。『説文解字』を祖とする。
前衛書（ぜんえいしょ）
千字文（せんじもん）
餞別語（せんべつご）→禅林墨跡#餞別語を参照
宣命（せんみょう）
蝉翼拓（せんよくたく）
禅林墨跡（ぜんりんぼくせき、禅林墨蹟とも）
草仮名（そうがな）→日本の書道史#草仮名を参照
草行（そうぎょう）とは、行書の一種。比較的草書に近いものをいう。
痩金体（そうきんたい、痩金書とも）
双鉤塡墨（そうこうてんぼく）
双鉤法（そうこうほう）→書法#双鉤法を参照
像賛（ぞうさん）→禅林墨跡#像賛を参照
草書（そうしょ）
草聖（そうせい）とは、優れた草書を書く能書をほめていう言葉で、古来より後漢の張芝のことをいう。
宋の三大家（そうのさんたいか）→中国の書道史#宋の三大家を参照
宋の四大家（そうのしたいか）
蔵鋒（ぞうほう）→書法#蔵鋒を参照
則天文字（そくてんもじ）
側筆（そくひつ）→書法#側筆を参照
送筆（そうひつ）→書法#送筆を参照
率意（そつい、卒意とも）とは、手紙や草稿など書作品としての制作意図を持たずに、自己の欲するまま自由に特色を発揮して書くことをいう。作意に対する語。
尊円流（そんえんりゅう）
尊朝流（そんちょうりゅう）

## た行
大観帖（たいかんじょう）→集帖#大観帖を参照
大師流（たいしりゅう）
大篆（だいてん）
題跋（だいばつ、跋尾（ばつび）とも）とは、書画などの末尾につける文。欧陽脩が金石文の跋尾を書いてから、蘇軾や黄庭堅がこれにならったので盛行した。 
拓本（たくほん）
断簡（だんかん）とは、もと巻物や帖だったものが、切れ切れに分断されたものをいう。→古筆切を参照
端渓硯（たんけいけん）→硯#端渓硯を参照
単鉤法（たんこうほう）→書法#単鉤法を参照
タンポ
単包法（たんほうほう）→書法#単包法を参照
竹簡（ちくかん）
中国書道界の二大宗師（ちゅうごくしょどうかいのにだいそうし）とは、東晋の王羲之と唐の顔真卿のことをいう。
籀文（ちゅうぶん）
聴雨楼帖（ちょううろうじょう）→集帖#聴雨楼帖を参照
鳥書（ちょうしょ、鳥蟲書・鳥蟲篆・蟲書・魚書とも）とは、春秋時代中期から戦国時代に南方で盛行した文字の一種。鳥・蟲・魚の形に似ているのでこの名がある。
長条幅（ちょうじょうふく）→王鐸#長条幅を参照
澄清堂帖（ちょうせいどうじょう）→集帖#澄清堂帖を参照
澄泥硯（ちょうでいけん）→硯#澄泥硯を参照
直筆（ちょくひつ）→書法#直筆を参照
散らし書き（ちらしがき）→三色紙#三色紙の特徴を参照
頂相（ちんぞう）
枕腕法（ちんわんほう）→書法#枕腕法を参照
手（て）とは、文字や筆跡のことをいう。
停雲館帖（ていうんかんじょう）
提腕法（ていわんほう）→書法#提腕法を参照
手鑑（てかがみ）
手師（てし）→書家#書家の異称を参照
粘葉装（でっちょうそう）
点画（てんかく）
篆額（てんがく）とは、石碑上部の篆書の題字をいう。
篆刻（てんこく）
添削（てんさく）
篆書（てんしょ）
伝称筆者（でんしょうひっしゃ、伝承筆者とも）
転折（てんせつ）とは、点画が直角またはそれに近い状態に折れ曲がることをいう。
天来翁書話（てんらいおうしょわ）→日本の書論#天来翁書話を参照
洮河緑石硯（とうがろくせきけん）→硯#洮河緑石硯を参照
東観余論（とうかんよろん）→中国の書論#東観余論を参照
東書堂帖（とうしょどうじょう）→集帖#東書堂帖を参照
搨模（とうも）
独草体（どくそうたい）とは、一字一字を繋げずに切り離して書いた草書のこと。
禿筆（とくひつ）とは、穂先のすりきれた使い古しの筆をいう。
鳥の子紙（とりのこがみ）
敦煌石窟（とんこうせっくつ）→莫高窟
敦煌文献（とんこうぶんけん）

## な行
難波津会（なにはづかい）
南帖（なんじょう）
二王（におう）
捻管法（ねんかんほう）→書法#捻管法を参照
能書（のうしょ、能筆とも）

## は行
背勢（はいせい）→書法#背勢を参照
背臨（はいりん）→臨書を参照
帛書（はくしょ）
幕末の三筆（ばくまつのさんぴつ）
破体（はたい）とは、一紙面上で二つ以上の書体で表現をした書のことをいう。楷・行・草・隷・金文・篆・仮名等の各体を合わせて書くことをいう。 
波磔（はたく）とは、横画の収筆時の右はらいに似た装飾で、永字八法の「磔」のこと。
跋（ばつ）→題跋
莫高窟（ばっこうくつ、敦煌石窟（とんこうせっくつ）とも）
撥鐙法（はっとうほう、指実掌虚（しじつしょうきょ）とも）
八分（はっぷん）
発墨（はつぼく）とは、磨墨に伴い墨汁の表面がキラキラと光を発するように美しく、濃墨色になることをいう。「-が良い」などと用いる。
半紙（はんし）
般若心経（はんにゃしんぎょう）
碑（ひ）
碑学（ひがく）
碑学派（ひがくは）
碑帖（ひじょう）
非草書（ひそうしょ）→中国の書論#非草書を参照
筆圧（ひつあつ）とは、紙に加えられた筆の圧力をいう。筆管の握りに強弱の変化をつけて圧力を正しく加えると書の線は生気を帯び、余白を輝かすが、間違えて加えると低俗な書になる。
筆意（ひつい）とは、筆を運ぶときの筆者の意図、心構え、気持ちなどをいう。
筆架（ひっか）とは、筆かけのこと。
筆画（ひっかく）
筆管（ひっかん、筆竿（ひっかん）とも）とは、筆の軸（竹筒などの細い棒）のこと。
筆耕（ひっこう）
筆触（ひっしょく）とは、筆と紙の摩擦のしかたをいう。筆ざわり、タッチのこと。
筆勢（ひっせい）とは、筆の力、運筆の勢いのこと。
筆跡（ひっせき）
筆致（ひっち）とは、筆のおもむきや書きぶりをいう。
筆鋒（ひっぽう）とは、筆の毛の先端のこと。
筆法（ひっぽう）
筆脈（ひつみゃく）とは、筆の動きの経路の必然的なつながりをいう。
筆力（ひつりょく）とは、筆の勢いのこと。
飛白（ひはく）
平仮名（ひらがな）
俯仰法（ふぎょうほう）→書法#俯仰法を参照
布置法（ふちほう）→書法#布置法を参照
布置章法（ふちしょうほう）
文検（ぶんけん）
文房四宝（ぶんぼうしほう）
米庵墨談（べいあんぼくだん）→日本の書論#米庵墨談を参照
変体仮名（へんたいがな）
倣意（ほうい、倣書（ほうしょ）とも）とは、古人の筆意、または書風をもって書をかくこと。またはその書。
宝翰斎帖（ほうかんさいじょう）→集帖#宝翰斎帖を参照
宝賢堂帖（ほうけんどうじょう）→集帖#宝賢堂帖を参照
法語（ほうご）→禅林墨跡#法語を参照
法書（ほうしょ）とは、手本となり得る優れた書をいう。
牓書（ぼうしょ）とは、かけ札や額などの極大字の書をいう。 
法帖（ほうじょう）
法書要録（ほうしょようろく）
方勢（ほうせい、方筆とも）→書法#方勢を参照
鋒鋩（ほうぼう）とは、刀のさきのこと。墨道にある粒のこともこのように呼ぶ。→硯#硯の手入れを参照
墨汁（ぼくじゅう）とは、磨墨液のことをいう。または、液体の状態で市販されている墨のことをいう。
墨跡（ぼくせき、墨蹟・墨迹とも）
墨池堂選帖（ぼくちどうせんじょう）→集帖#墨池堂選帖を参照
墨猪（ぼくちょ、墨豬とも）とは、肉ばかりで芯に骨のない筆画をいう。『筆陣図』には、「肉多くして、骨なきを墨猪という。」とある。
墨道（ぼくどう、墨堂・丘・陸とも）とは、硯の墨を磨るところの名。
北碑（ほくひ）
北碑南帖論（ほくひなんじょうろん）
墨妙軒帖（ぼくみょうけんじょう）→集帖#墨妙軒帖を参照
墨量（ぼくりょう）とは、筆の穂先につける墨の量、また、文字の滲みにおける墨の量をいう。
渤海蔵真帖（ぼっかいぞうしんじょう）→集帖#渤海蔵真帖を参照
法性寺流（ほっしょうじりゅう）

## ま行
摩崖碑（まがいひ、摩崖刻・摩崖とも）とは、自然の岩盤を利用して文字を刻した刻石をいう。
巻物（まきもの、巻子本（かんすぼん）とも）
麻紙（まし、あさがみ）
磨墨（まぼく）とは、墨を磨ること。
磨墨液（まぼくえき）とは、磨墨によって得た黒色液をいう。
真名（まな）
万葉仮名（まんようがな、真仮名（まがな）とも）
万葉集（まんようしゅう）
明清風（みんしんふう、明清調とも）とは、明・清時代の張瑞図、王鐸、傅山ら特異な能書家の連綿草の技法を基調とした書表現を指す。
明治の三筆（めいじのさんぴつ）→三筆#明治の三筆を参照
名筆（めいひつ、名跡とも）とは、書の名品のこと。
毛筆（もうひつ）
毛筆書写技能検定（もうひつしょしゃけんてい）
模刻（もこく）
模写（もしゃ）
模本（もほん）とは、原本を模して作ること。または模写した書物をいう。
木簡（もっかん）
文部省師範学校中学校高等女学校教員検定試験（もんぶしょう しはんがっこう ちゅうがっこう こうとうじょがっこう きょういんけんていしけん、文検（ぶんけん）・文部省教員検定試験とも）

## や行
夜鶴書札抄（やかくしょさつしょう）→日本の書論#夜鶴書札抄を参照
夜鶴庭訓抄（やかくていきんしょう）
遺偈（ゆいげ）→禅林墨跡#遺偈を参照
遊印（ゆういん）
右筆（ゆうひつ）
羊毫（ようごう）とは、穂に羊毛を用いた筆をいう。
用筆（法）（ようひつ（ほう））
蠅頭の小楷（ようとうのしょうかい）とは、ハエの頭のように小さな楷書体をいう。
抑揚（法）（よくよう（ほう））とは、運筆の際、筆をつり上げたり押さえこんだりすることと、それによる線質の変化をいう。
横物（よこもの）とは、長押に掲げる額とは別に、横位にして鑑賞するのに適したように書かれた書画をいう。条幅に対する語。
余清斎帖（よせいさいじょう）
余白（よはく）とは、書画の書かれていない空白の部分をいう。

## ら行
来禽館帖（らいきんかんじょう）→集帖#来禽館帖を参照
落書（らくしょ、おとしがき）
落款（らっかん）
六書（りくしょ）
六朝楷書（りくちょうかいしょ）
六朝書道論（りくちょうしょどうろん）
六朝書風（りくちょうしょふう）
龍門洞窟（りゅうもんどうくつ）
料紙（りょうし）
両指法（りょうしほう）→書法#両指法を参照
臨書（りんしょ）
鄰蘇園帖（りんそえんじょう）→集帖#鄰蘇園帖を参照
臨池（りんち）→張芝を参照
臨模（りんも）
隷書（れいしょ）
連綿（れんめん）
連綿草（れんめんそう）とは、連綿を用いて、二字三字を続けて書いた草書のこと。古くは尺牘などに見られる。
露鋒（ろほう）→書法#露鋒を参照

## わ行
和画仙（わがせん）→画仙紙
和様（わよう）
腕法（わんほう）